# Muyang Kute Mangku
Muyang Kute Mangku is een bestuurslaag in het regentschap Bener Meriah van de provincie Atjeh, Indonesië. Muyang Kute Mangku telt 235 inwoners (volkstelling 2010).